# 文化帝國主義

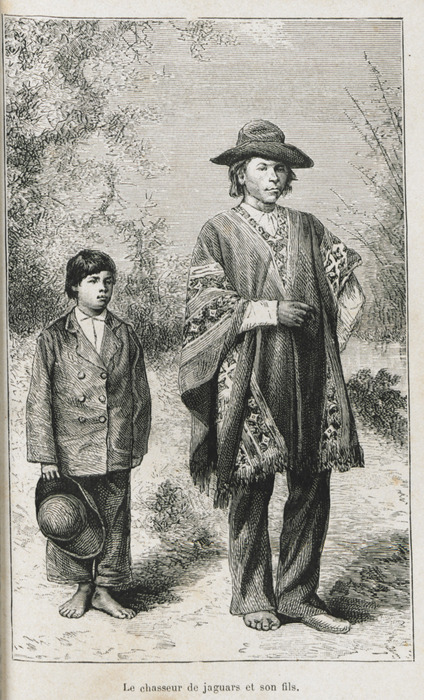
美國原住民獵人和他的兒子。父親繼續穿著傳統服裝，但兒子已經採用了西方服裝。

文化帝國主義（Cultural imperialism）又稱為文化殖民主義，這裡的「帝國主義」是指強勢文明與弱勢文明之間的不平等關係。強勢文明的國家運用經濟和政治上的優勢，把自身的文化、價值觀、行為模式及制度等，加諸在其他相對弱勢的國家身上。通常文化帝國主義會導致文化弱勢國家產生依賴、缺乏自主性，造成國家或者地區性的文化式微，成為「文化殖民地」

## 背景資料和定義

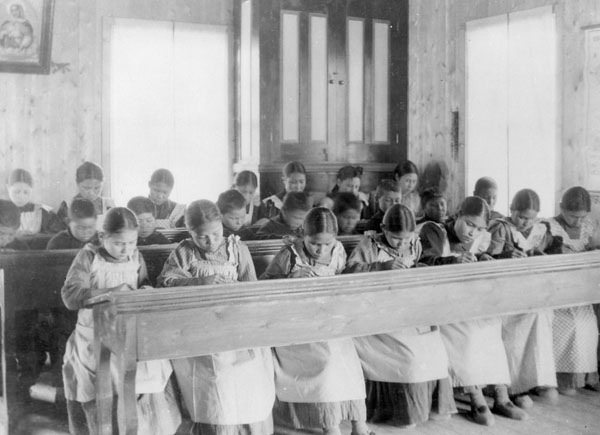
從父母被身邊帶走的原住民兒童，安置在西式寄宿學校處，旨在消除土著語言和文化，並用英語和基督教信仰取而代之。

儘管《牛津英語詞典》在1921年提到了「俄羅斯人的文化帝國主義」這詞彙，但代表當今意義的該術語是出現於1960年代，並從1970年代起一直是研究的焦點。傑佛瑞·赫利希-梅拉（Jeffrey Herlihy-Mera）指出文化帝國主義旨在將「入侵社區的外來文化符號」轉變成「自然」及「國內」的過程。文化征服的過程往往是漸進而且有具激烈對抗的。

## 简介
文化帝国主义有两个主要的目标：一个是经济的，另一个是政治的。经济上是要为其文化商品攫取市场，政治上则是要通过改造大众意识来建立霸权。娱乐商品的出口是资本积累最重要的来源之一，也是替代制造业出口在世界范围内获利的手段。在政治上，文化帝国主义在於将人们从其文化之根和团结传统中离间出来，并代之以新闻媒介制造出来的，随着一场场宣传攻势变幻的“需求”。
在过去的二十年中，进步运动遇到了一种反论：当第三世界的大多数人民承受不断恶化的生活水平，不断增长的社会和个人的不安全感和不断减少的公共设施（另一方面是少数富人空前的富足），对这种情况的主观反映却只是零散的反抗，持续但只是局部的行动，或者即使是大规模的却又是短暂的抗议，一句话，在不断增长的不平等和社会、经济现状与微弱革命性的或寂静的主观反映之间存在着一个很大的差距。第三世界正在成熟的“客观条件”还没有足以转变国家和社会的主观力量来伴随。显然，在社会经济倒退和社会政治转变方面之间并无“自发”的关系。是将客观条件转变为有意识的政治干涉的关键环节。似乎有些荒谬的是，帝国主义的政策制定者们看来比他们的对手更懂得政治实践的文化层面的重要性。
文化帝国主义的三个特点：
1. 它是以强大的经济、资本实力作为后盾，主要通过市场进行扩张。
2. 是一种文化价值的扩张，即通过含有文化介质的产品或商品的销售而实现的全球性文化支配。
3. 这种文化扩张主要是通过訊息的传播而得到实现的。

### 引用
1. ↑  . 明報教育網.   [2022-01-14]. （原始内容存档于2022-01-14） （中文（臺灣））.
2. ↑  Compare: Kraidy, Marwan M. . Delhi: Pearson Education India. 2005: vi2007  [12 December 2020]. ISBN 9788131711002. （原始内容存档于2022-01-14）. After dissecting the deficiencies of the cultural imperialism thesis and its would-be substitute 'cultural globalization,' I propound critical transculturalism as a new international communication framework with issues of hybridity at its core.
3. ↑  Oxford English Dictionary, within "cultural"
4. ↑  Tomlinson (1991) （页面存档备份，存于）, p. 2
5. ↑  Hamm, (2005), p. 4
6. ↑  Herlihy-Mera, Jeffrey. . Routledge: 23. 2018  [2019-08-21]. （原始内容存档于2021-10-25）.
7. ↑  Herlihy-Mera, Jeffrey. . Routledge. 2018: 24.
8. ↑  Herlihy-Mera, Jeffrey. . Routledge: 24. 2018  [2020-08-02]. （原始内容存档于2021-10-25）.

### 书目
- Denis McQuail（英语：Denis McQuail）. . 台灣: 陳坤森. 2011-01: 606. ISBN 978-986-6338-14-4 （中文）. 文化帝國主義